# 金堤关
金堤关，是隋代关口地名，金堤关因设置在汉代“金堤”的西起点而得名，故址在河南省荥阳市广武镇霸王城村北黄河道中。
由于古汴渠自荥阳牛口峪分黄河水东流，汴渠与黄河相连接，经常被泥沙淤塞。汉明帝永平十二年（69年），由水利家王景主持，发民工数十万人大规模治理黄河和汴渠。王景指挥筑成了黄河长堤，并不断增修石工，加高增厚。当时石堤的高度，约高四五丈。东汉时自西起荥阳汴口以东（具体位置在广武刘沟村北黄河滩中）的黄河岸边用石块修筑的河堤，通称金堤，这个名字取固若金汤之意。
隋朝末年，河北山东农民首先揭竿而起。隋军为阻止农民军西进而设立金堤关。关口地处荥阳以东黄河、永济渠、通济渠交汇之处，是隋朝大运河的战略据点。金堤关的得失影响着中原战局。大业十二年（616年）十月，李密献计翟让率瓦岗农民起义军攻下金堤关，进逼荥阳城。荥阳通守张须陀率军2万讨伐翟让，十月二十七日，瓦岗军与张须陀在荥阳城东的大海寺附近决战，在大海寺北面茂密的树林里埋下伏兵，大败隋军，张须陀自杀，瓦岗军一举拿下荥阳诸县。
《资治通鉴·隋唐七》：“（翟）让从之，于是破金堤关，攻荥阳诸县，多下之。”即指此关。隋乱平定之后，金堤关失去作用，逐渐荒废。